# عنكبوت صياد ذو العيون
عنكبوت صياد ذو العيون (الاسم العلمي: Eusparassus oculatus) هو نوع من العنكبوتيات يتبع جنس العنكبوت الصياد من فصيلة العناكب الصيادة.